# Stenothyridae
Stenothyridae is een familie van weekdieren uit de klasse van de Gastropoda (slakken).

## Geslachten
- Farsithyra Glöer & Pešić, 2009
- Gangetia Ancey, 1890
- Stenothyra Benson, 1856
- Stenothyrella Wenz, 1939 †
- Stenothyroides Lozouet, 1985 †
- Stenothyropsis Kadolsky, 1988 †